# 京浜急行バス鎌倉営業所

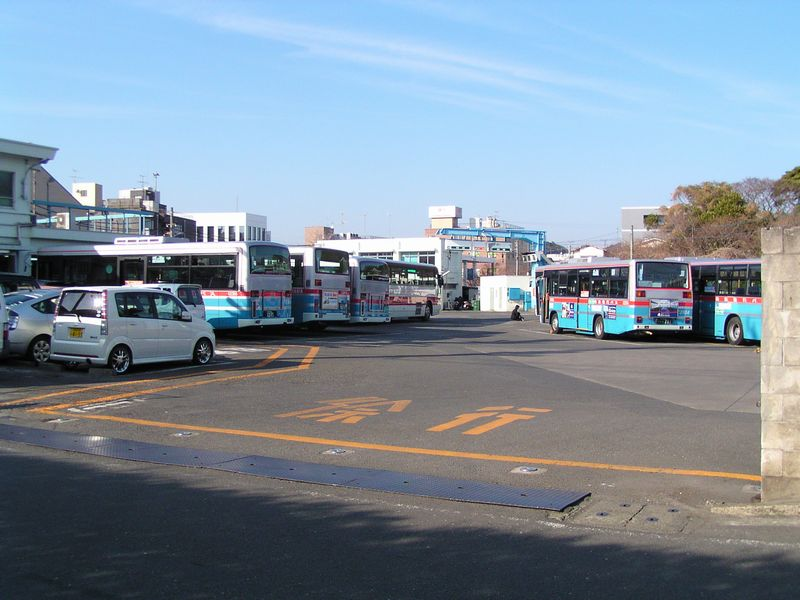
第一車庫（別の入口）

京浜急行バス鎌倉営業所（けいひんきゅうこうバスかまくらえいぎょうしょ）は、京浜急行バスの路線のうち、主に鎌倉駅・大船駅発着便と逗子駅発着の一部の便を所管している営業所。鎌倉駅から程近い若宮大路沿いに営業所兼第一車庫、さらに若宮大路を海岸方向に進んだ国道134号滑川交差点付近に第二車庫がある。営業所記号はC。
一般路線バスでは、JR横須賀線鎌倉駅と大船駅を主なターミナルとし、両駅から梶原・鎌倉山方面、鎌倉駅から逗子方面及び朝比奈峠方面に向けて路線を展開している。

## 沿革
| 鎌倉駅で待機する京浜急行バス車両。右は鎌倉市制50周年記念塗装車（既に廃車） |  | 鎌倉駅で待機する京浜急行バス車両（2008年の様子） |
| 鎌倉駅で待機する京浜急行バス車両。右は鎌倉市制50周年記念塗装車（既に廃車） |  | 鎌倉駅で待機する京浜急行バス車両（2008年の様子） |

### 戦前から戦時統合まで
京浜電気鉄道は、1930年（昭和5年）の半島一周自動車商会発足以来、三浦半島で乗合自動車を営業する傍ら、周辺事業者の買収・系列化を進めていた。鎌倉周辺への進出は、1935年（昭和10年）8月に鎌倉乗合自動車を傘下に収めた事により始まる。

鎌倉乗合自動車は1930年（昭和5年）の創業で、鎌倉駅 - 大船駅、鎌倉駅 - 坂ノ下、大町 - 材木座、大町 - 上河原に営業路線を有していた。京浜電鉄は、同社を傘下に収めた後、三浦半島周辺における系列乗合自動車会社の事業統一を図るため、1938年（昭和13年）1月1日付で同社と半島自動車（半島一周自動車商会が改組）、臨海自動車の3社を合併し、湘南半島自動車を設立した。
同じ昭和の初め頃、大船 - 江ノ島口間においては、日本自動車道が自動車専用道路を築造し、同区間および鎌倉山 - 大仏前間に乗合自動車を運行していた。同社は1931年に江ノ島鎌倉遊覧自動車を買収してその路線を継承、さらに鎌倉駅 - 大塔宮、鎌倉駅 - 海蔵寺線を新設するなど、鎌倉駅周辺にまで路線網を拡張した。京浜電鉄は、鎌倉乗合に引き続いて1938年に同社の株式も取得し、系列下に収めた。
その後、戦時中の1941年（昭和16年）に鎌倉周辺の交通機関の統制を図るべく、湘南半島自動車、日本自動車道、江ノ電、東海道乗合自動車（神奈川中央交通の前身）の4社合併が議論された。しかしこれは決着せず、結局京浜系列の2社合併のみが実施されることとなり、同年5月1日、日本自動車道は湘南半島自動車に合併した。

さらに、半年後の1941年11月には京浜電気鉄道が湘南電気鉄道と湘南半島自動車を合併し、鎌倉・三浦半島周辺のバス事業が直営化された。

### 京浜急行電鉄の鎌倉営業所として
京浜急行電鉄としての鎌倉営業所は、1948年（昭和23年）6月1日の会社設立と同時に始まる。
以後、1956年（昭和31年）に朝比奈峠を越えて横浜市金沢方面への運行を開始した他、1960年代以降、梶原、西鎌倉、鎌倉逗子ハイランドなどの新興住宅地への乗り入れを相次いで開始した。
平成に入ってからは、レトロバス「りんどう号」を観光需要の多い路線に投入したり、専用小型車両によるデマンドバス「京急ポニー号」を開設したりするなど、新たな形態のサービスにも積極的に取り組んでいる。さらには、鎌倉市のオムニバスタウン構想によって小型車を使用した路線の開設も行われている。
2008年8月2日からは、ICカード「PASMO」が導入された。

### 分離子会社体制の終焉
2006年（平成18年）6月16日付で、小坪線や名越線などの一部路線が湘南京急バスに委託され、京浜急行バス鎌倉営業所内に湘南京急バス鎌倉営業所が設置された。その後、2007年（平成19年）2月16日より八景線、同年9月16日には空港リムジン線が順次委託され、2008年（平成20年）5月16日付けで全路線の委託化が完了した。
しかし、中間持株会社と分離子会社の両方に路線があることが非効率という京浜急行電鉄本社の判断により、2018年（平成30年）4月1日付で湘南京急バスは京浜急行バス本体に吸収合併され消滅会社となった。これに伴い、鎌倉営業所は10年ぶりに京浜急行バスに復帰。同時に全路線の管理委託が解除された。
京浜急行電鉄（京急）では、バス部門を分離独立させるにあたって、東武鉄道（東武バス）が採ったような中間持株会社形式への移行も視野に入れていた。すなわち京浜急行バスには路線を置かず、分離子会社の羽田京急バス・横浜京急バス・湘南京急バスに全路線を移管して、京浜急行バスはこれらの管理統括会社（持株会社）とするものだった。
神奈川県内では、鎌倉の全路線と堀内の一部路線が湘南京急バスへの管理委託、杉田と能見台、追浜が横浜京急バスへの委託となったが、堀内の一部路線と逗子・衣笠・久里浜・三崎の全路線が京浜急行バスに残り、加えて湘南京急バスに採用された乗務員が推薦を受けて京浜急行バス本体に転籍する乗務員登用制度も設けられるなどしたため、完全移管にはかなりの時間を要すると見られていた。

ところが、2020年東京オリンピック・パラリンピックや訪日外国人の急増によるバス需要の増加に伴う運転手不足や、複数の部門子会社が存在することによる管理部門の重複などの非効率が指摘されるようになり、京急本社は京浜急行バス本体に残った一般路線の完全分離は不可能との判断をせざるを得なくなった。2018年（平成30年）4月1日付で分離子会社3社は本体に吸収合併して解散、鎌倉営業所は10年ぶりに全体が本体組織へ戻された。同時に、12年間続いた管理委託はすべて解除された。

## 割引乗車券の通用範囲
鎌倉市役所が企画する鎌倉フリー環境手形A「頼朝きっぷ」は、大船線の鎌倉駅と大仏前の間、八景線鎌20系統の全線、鎌24系統の鎌倉駅と浄明寺の間、名越線の鎌倉駅と名越の間のみが発売当日に限り乗車できる。
京浜急行電鉄が発行する三浦半島1DAY・2DAYきっぷは、小坪線、名越線の全線および大船線の鎌倉駅と大仏前の間、八景線は鎌20・23・24系統の全線と鎌36系統の鎌倉駅 - 泉水橋間で使用できる。

## 現行路線

### 大船線
- 鎌4 : 鎌倉駅 - 大仏前 - 鎌倉山
- 船2 : 大船駅 - 深沢 - 梶原
- 船4 : 大船駅 - 深沢 - 鎌倉山

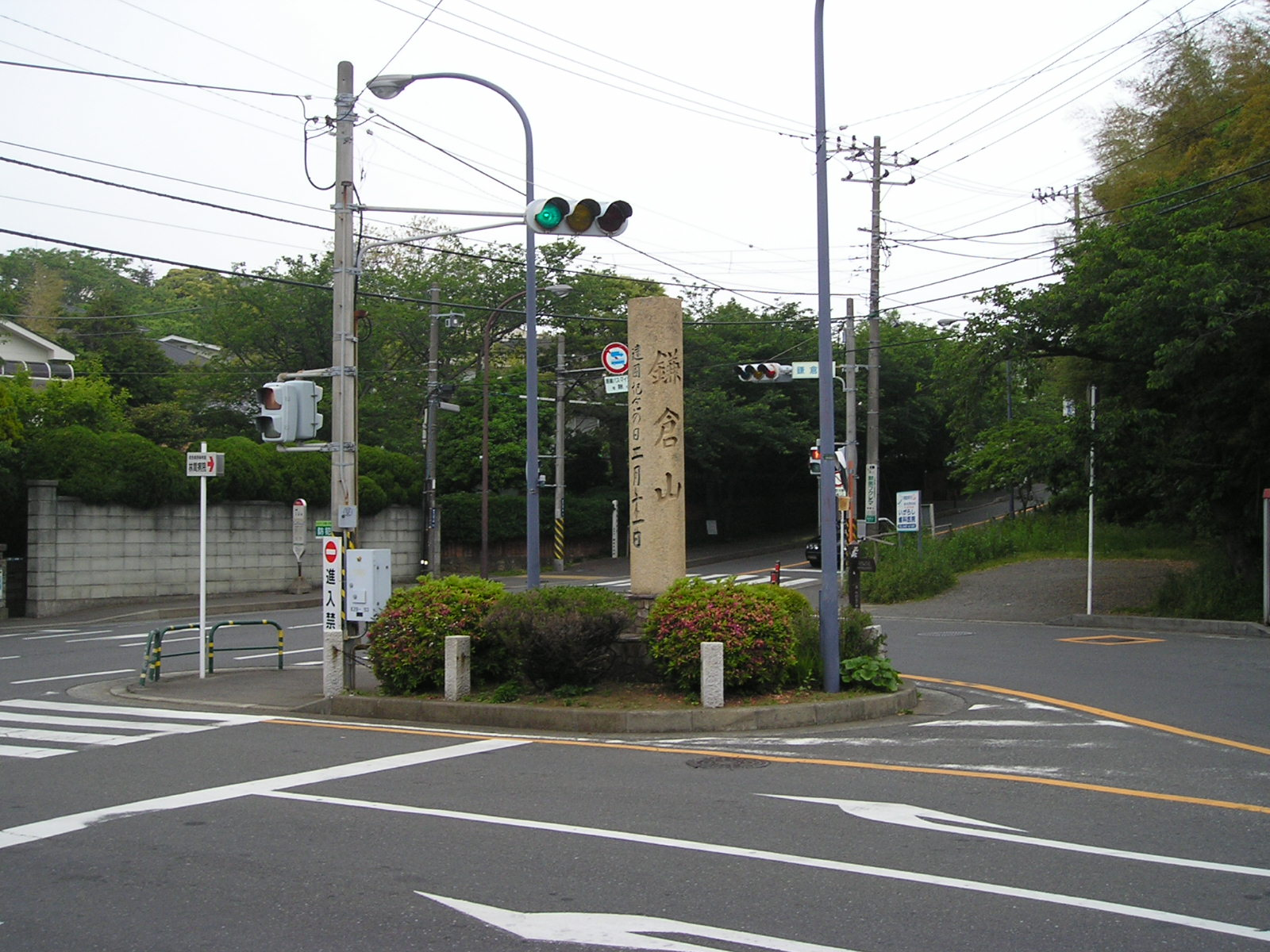
鎌倉山バス停付近

- 船5 : 大船駅 - 深沢 - 鎌倉山 - 諏訪ヶ谷循環

年譜
- 1930年（昭和5年）（※1）：日本自動車道、大船駅 - 江ノ島口・大仏前 - 鎌倉山に乗合自動車を開通。同社は大船 - 江ノ島口間専用自動車道、鎌倉山分譲住宅地も経営していた。
- 1931年（昭和6年）：日本自動車道、江ノ島鎌倉遊覧自動車を買収。鎌倉駅 - 大仏前を承継。
- 1941年（昭和16年）5月1日：湘南半島自動車が日本自動車道を合併。湘南半島は同年11月に京浜電鉄に合併。
- 1942年（昭和17年）5月1日： 合併により東京急行電鉄（大東急。現・東急バス）の路線となる。
- 1945年（昭和20年）10月10日：大東急の手により鎌倉駅 - 大仏前の運行再開。
- 1948年（昭和23年）
  - 6月1日：大東急解体により京浜急行電鉄の路線となる。
  - 7月23日：鎌倉駅 - 住吉間の運行再開。後に鎌倉山まで延長か。
- 1949年（昭和24年）12月25日：鎌倉駅 - 鎌倉山を大船駅まで延長。
- 1950年（昭和25年）7月25日：大船駅 - 鎌倉山 - 江ノ島口の運行を開始（再開）。専用道路経由。
- 1955年（昭和30年）2月1日：鎌倉駅 - 深沢 - 大船駅の運行を開始。
- 1964年（昭和39年）5月1日：鎌倉駅 - 梶原団地 - 大船駅の運行を開始。
- 1965年（昭和40年）4月20日：大船駅 - 江ノ島口を湘南港まで延長。
- 1968年（昭和43年）8月7日：梶原団地経由便を鎌倉駅 - 梶原と大船駅 - 梶原に分断。
- 1969年（昭和44年）1月27日：大船駅 - 西鎌倉団地 - 諏訪ヶ谷の運行を開始。
- 1984年（昭和59年）10月1日：鎌倉駅 - 諏訪ヶ谷の運行を開始。
- 1992年（平成4年）11月28日：鎌1に京急りんどう号を導入。
- 2006年（平成18年）9月24日：京急りんどう号廃止、鎌1系統は一般車両による運行になる。
- 2008年（平成20年）10月27日：古都鎌倉の世界遺産認定応援、京浜急行バス創立5周年、京浜急行電鉄創立110周年を記念して、京急りんどう号が復活。
- 2015年（平成27年）1月15日：鎌1系統廃止、京急りんどう号は鎌24系統での運行に。
- 2021年（令和3年）9月1日：鎌3系統、船3系統を廃止。
- 2024年（令和6年）10月1日：船7、船8、船9系統を廃止、船6系統は土休日ダイヤのみの運行になる[1]。
- 2025年（令和7年）5月19日 : ダイヤ変更。鎌2系統を江ノ電バスに委譲。鎌5・鎌6・船6の各系統の運行を終了[2]。

大船線は、鎌倉駅・大船駅から深沢・鎌倉山地域を結ぶ路線群である。周辺住宅地の輸送を担う路線であり、大まかに分けて鎌倉山を通るものと梶原側を通るものがある。
このうち、大船駅から鎌倉山を経て江ノ島まで約7kmの区間と鎌倉山 - 大仏前の区間は、日本自動車道が昭和初期（※1）に開通させた路線を起源とし、鎌倉市内を走るバス路線としては最も古い歴史を持つ。船4は、現在もほぼ全区間を旧自動車専用道（現、鎌倉市道大船 - 西鎌倉線・藤沢市道片瀬 - 江ノ島線）上を走る。

大船駅 - 江ノ島口間の路線は、日本自動車道専務の菅原通済が計画し、開通させた路線である。同社が運営する自動車専用道を走り、運賃20銭、所要時間15分で結んだ。菅原通済はこの路線を横浜・東京方面から江ノ島へ向かう近道（当時、江ノ島へは藤沢や鎌倉を経由しなければならなかった）と宣伝した（日本初の有料道路）。さらに通済はこの路線のダイヤを国鉄東海道線のダイヤと連携させる事によって、鎌倉山 - 東京駅間をわずか1時間で結べる様に調整、自らが経営する鎌倉山別荘地の交通利便性を積極的にアピールする手段とした。
日本自動車道は、この他にも鎌倉山 - 大仏前間でも乗合自動車を運行していたが、1931年に江ノ島鎌倉遊覧自動車を買収して同社の路線を継承した事で、鎌倉駅 - 鎌倉山間も結ばれる様になった。なお、前記の通り1941年、日本自動車道の路線は旧自動車専用道と共に湘南半島自動車を経て京浜電気鉄道（後の京浜急行電鉄）の手に移り、京浜急行のバス路線として運行される様になった。
昭和30年代以降神奈川県道304号腰越大船線・湘南モノレール江の島線が開通し、また自家用車の普及によって公共交通としての重要度は低下した。しかし、その後も鎌倉山や西鎌倉の住宅地、江ノ島島内へのアクセス手段として地域住民や観光客に活用されてきた。しかし、2024年10月1日改正で、平日の朝に1本だけ運転されていた鎌5系統（諏訪ケ谷→鎌倉駅（東口））と船7・8・9系統の運行終了、船6系統と鎌6系統は平日ダイヤの江ノ島乗り入れを廃止した。さらに、2025年5月19日のダイヤ変更により、船6・鎌6系統の廃止=京急バスの江の島乗り入れが終了し、鎌5系統（鎌倉駅⇔諏訪ケ谷循環）廃止、鎌倉駅からの梶原へ至る鎌2系統も江ノ電バスに委譲された。
なお、大船駅改良工事前の京浜急行用バスターミナルは湘南モノレール・大船駅下の狭隘な場所であったため、首都圏では珍しくターンテーブルで方向転換していた。
※1 鎌倉市史では昭和5年（1930年）7月25日開通とするが、昭和3年（1928年）7月25日開通とする史料もある。

### 八景線
- 鎌20 鎌倉駅 - 八幡宮 - 大塔宮（鎌倉宮）
- 鎌23 鎌倉駅 - 八幡宮 - 十二所 - 鎌倉霊園正門前太刀洗
- 鎌24 鎌倉駅 - 八幡宮 - 十二所 - 鎌倉霊園正門前太刀洗 - 大道中学校 - 金沢八景駅
- 鎌36 鎌倉駅→八幡宮→ハイランド入口→ハイランド→ハイランド坂上→ハイランド入口→八幡宮→鎌倉駅

八景線は鎌倉駅から八幡宮を経由し、神奈川県道204号金沢鎌倉線方向に向かう路線である。鎌倉駅から乗車すると沿道は徐々に山間部に囲まれた地域に入っていき、特に鎌24の鎌倉霊園正門前太刀洗を過ぎた金沢八景駅よりの朝比奈峠はカーブの多い山道である。その一方、沿道は鎌倉地区に最も近い高速道路のインターチェンジ、横浜横須賀道路・朝比奈ICに向かう車などで交通量が比較的多く、特に鎌倉霊園の彼岸時などには激しい渋滞が起こり、定時運行が困難になる。このためか、一部のバス停は鎌倉市の補助によりバス接近表示システムを採用している。2015年1月16日のダイヤ改正で鎌1で運行されていた京急りんどう号が1日4往復運行されるようになったが、2022年の改正でりんどう号は定期運用から撤退している。

鎌20は戦前から続く古い路線で、観光地として知られる鎌倉宮までを結ぶが、観光路線という性格の他に、沿道の清泉小学校への通学路線として、或いは沿道住民の通勤・生活路線としての利用があり、距離は短いが利用者や運行本数は比較的多い。その一方、独自区間に保安要員を要する狭道が存在しており、かつてレトロバスの「りんどう号」が運転されていたが、車両が長尺のため運行しにくく、撤退した程である。なお、終点の停留所名は大塔宮（だいとうのみや）であるが、2000年代に入り、行先表示などの案内に神社の正式名称「鎌倉宮」が用いられる事が多くなった。
いずれの路線も、正月時には鎌倉市の交通規制で若宮大路の一部が通行不可能になるため、小町大路から迂回の上で鎌30・31「ガード下」付近が起・終点となる。この時には、鎌24の車両のうち応援車のみ鎌倉方面走行時の行先表示が「鎌倉駅」ではなく「鎌倉」となる。

### 名越線
- 鎌31 鎌倉駅 - 名越 - 緑ヶ丘入口

名越線は、鎌倉駅から横須賀線にほぼ並行して走り、名越・緑ヶ丘地域を結ぶ路線である。神奈川県道311号鎌倉葉山線を経由する。次節の小坪線と共に逗子側はループ線となっている。かつては緑ヶ丘入口から先の逗子駅まで運行する鎌30が主体で運行されていたが、2000年に逗子駅からの亀ヶ岡団地循環 （逗子営業所管轄）が新設された事で逗子側の停留所のほとんどが重複する事となり、以降、朝夕のみの運行に減らされていたが、2022年8月31日を以て鎌30系統は廃止された。

### 小坪線
| 狭隘路線で立て看板が立てられている鎌40・光明寺（要拡大）  |  | 同じ箇所で乗用車をバックさせる光景 |
| 狭隘路線で立て看板が立てられている 鎌40・光明寺（要拡大） |  | 同じ箇所で乗用車をバックさせる光景 |

- 鎌40 鎌倉駅 → 海岸橋 → 姥子台 → 小坪 → 逗子駅 → 逗子・葉山駅→小坪→小坪海岸→水道路→鎌倉駅
- 鎌41 鎌倉駅 → 姥子台 → 小坪 → 小坪海岸 → 鎌倉駅
- 鎌11 鎌倉駅 → 海岸橋 → 上河原 → 鎌倉駅（海岸橋循環）
- 鎌12 鎌倉駅 → 臨海学園 → 九品寺 → 水道路 → 鎌倉駅（九品寺循環）

小坪線は、鎌倉駅から鎌倉市南東部の材木座方面へ向けて走る路線である。大まかに分けて、市境を越えて逗子市小坪地区に入り逗子駅まで向かう鎌40・41（鎌41は小坪どまり）と、材木座地区を循環運行する鎌11・12がある。本数は比較的多いが、独自区間のほぼすべてが狭路であり、すれ違いが困難な箇所も多数あり、沿道には「ワンマンバス運行にご協力ください」という立て看板が設置されている。
鎌11・12は鎌40・鎌41とほとんどの区間が重なっている。これら短距離の循環便は、かつて鎌倉 - 逗子間の便において海岸橋経由・上河原経由・水道路経由と3つの経路があったのが、材木座地区の交通規制によって運行を維持できなくなったので、代わりに新設されたものである。鎌11は概ね午前中のみの運行である。
鎌41は2021年9月1日改正で平日のみの運行となった。

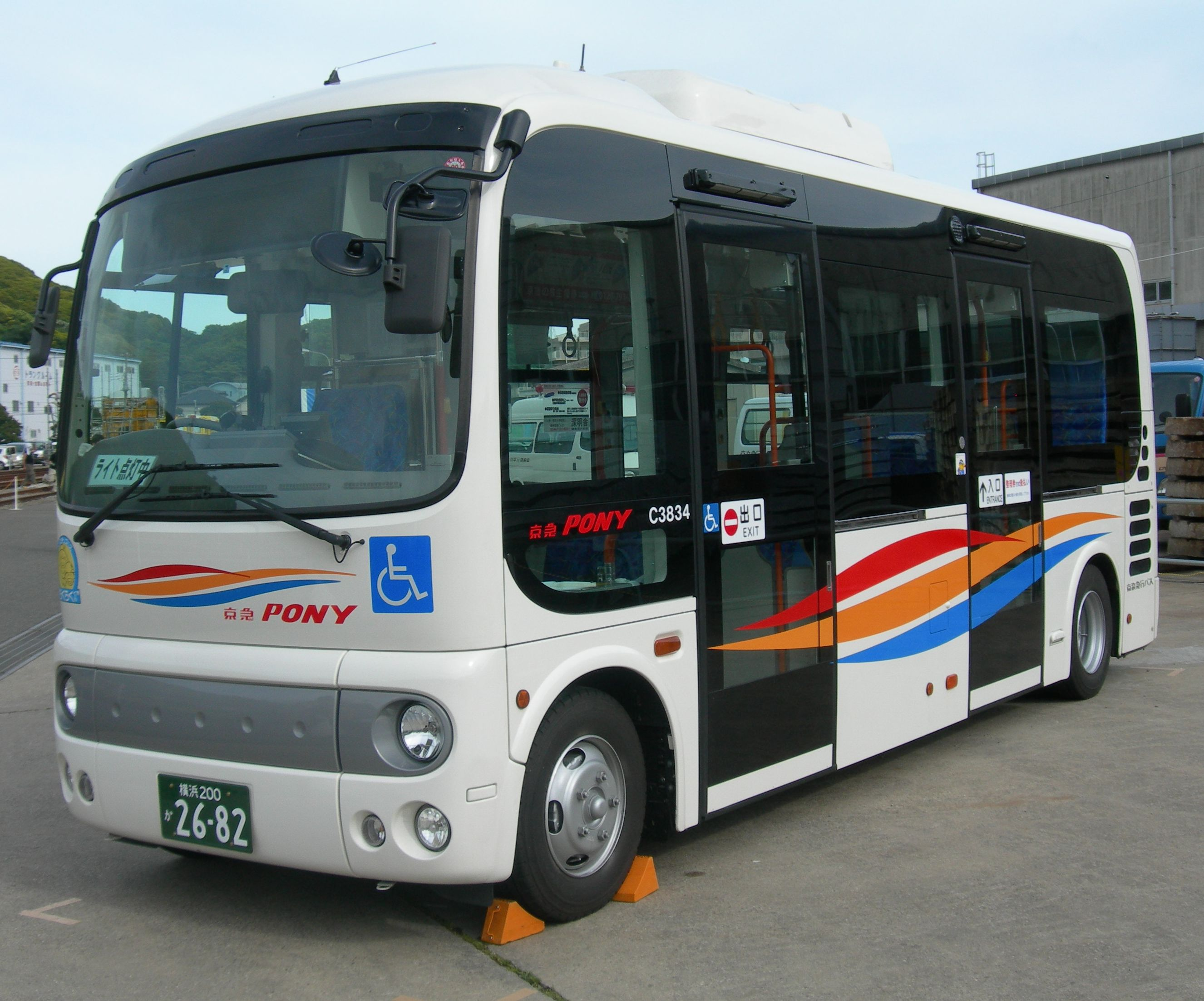
京急ポニー号の日野・ポンチョ
C3834号車

### 大船駅桔梗山線
- 船50 大船駅 - 山の上ロータリー - 桔梗山

1995年10月16日運行開始。                2025年10月中旬江ノ電バスに移譲予定。
同年8月28日に新発売された日野自動車の小型バス、日野・リエッセを路線バスとして全国で初めて採用した路線である。運行に当たっては、京急ポニー号（車体には「京急PONY」と表記）の愛称が付された高速バスカラーの専用小型車が5台（C4544～4548）配属された。

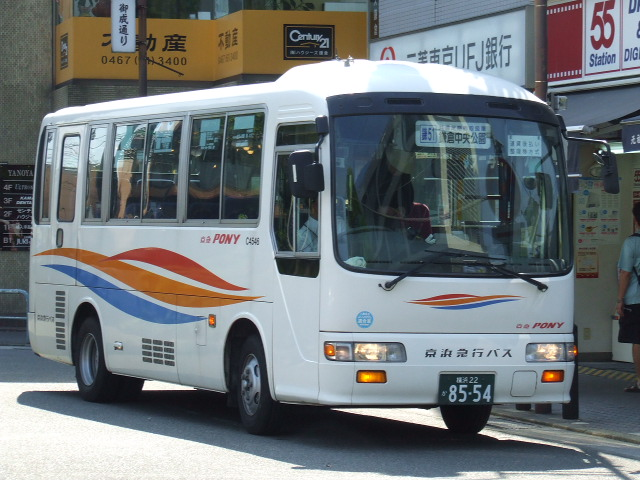
京急ポニー号の日野・リエッセ
初代車両5台中の1台、C4546号車（除籍済）

沿線は丘陵地に古くから開発された住宅街で、高齢化とともに住民や鎌倉市からバス運行の要望があったものの、中型バスの通行も厳しい急坂の狭隘路という条件でなかなか実現に至らなかったが、京浜急行電鉄（当時はバス事業が分社前で電鉄直営だった）が国内ディーゼル4メーカーに打診したところ、日野自動車が小型バス日野・レインボーRBのフルモデルチェンジ車としてリエッセを開発中で、リアエンジンで前中2扉の路線仕様が設定され、多区間運賃地区での運行に適しているということで採用が決まった。リエッセの導入により当路線の運行が実現したものである。
鎌倉市ではコミュニティバス路線の一つとして位置づけており、船50は鎌倉市のコミュニティバスとしては初の路線である。ただし市は運行経費の補助は行わず、車両購入やバス停設置など初期投資についてのみ国と市が補助を行うとしている。
また、かつてはデマンドバスシステムの試みが行われていた。京浜急行では初のデマンドバス路線であり、デマンドシステム導入にあたっては、すでに東急コーチで都市型デマンドバスの先鞭をつけていた東急バスから資料提供などの協力を受けているが、均一運賃区間の東急コーチと異なり、京急ポニー号では多区間運賃地区での都市型デマンドバス導入となったことで独自の工夫がなされている。基本路線上の停留所である「山の上ロータリー」と「山の上通り」の間にデマンドルートが設定されており、ルート上の停留所である「深沢中学上」及び「大平山公園」にはデマンドボタン付きのポールサインが設置されていた。なお、大船駅発・桔梗山発共（デマンドルート入口） - 「深沢中学上」 - 「大平山公園」 - （デマンドルート入口）の順に運行されていた。
このシステムは2022年3月末をもって廃止され、同時に運賃が改定された。

## 移管・撤退路線

### 大船線
- 鎌2 鎌倉駅 - 大仏前 - 梶原

先述したとおり、2025年5月19日付で江ノ電バスに委譲、京急は撤退した。

### 鎌倉駅西口線
- 鎌51 鎌倉駅西口 ← 鎌倉市役所前 ← 一向堂 ← 梶原 ← 山の上ロータリー ← 鎌倉中央公園
- 鎌51 : 鎌倉市役所前 → 一向堂 → 梶原 → 山の上ロータリー → 鎌倉中央公園

鎌51は、大型バスが通行できない規制のある区間に開設されたバス路線で、オムニバスタウンに指定されている鎌倉市の政策のうちの一環である。船50と共に京急ポニー号によって運行されていた。鎌倉駅西口は降車のみで、復路はすべて鎌倉市役所前から発車する。かつては山の上ロータリー発着の鎌50も運行されていたが、運行最末期は廃止され、鎌倉中央公園発着のみとなっていた。
経路のほとんどが江ノ電バスのK6系統と並行していたことから、運行の効率化のために2025年5月18日の運行をもって江ノ電バスに委譲、京急は撤退した。

### 鎌倉江ノ島市内遊覧線
- Aコース 鎌倉駅 → 八幡宮 → 建長寺 → 鎌倉宮 → 長谷観音 → 大仏 → （国道134号） → 江ノ島
- Bコース 鎌倉駅 → 八幡宮 → 建長寺 → 鎌倉宮 → 長谷観音 → 大仏 → 報国寺

定期観光バス。江ノ電バスへ一本化し、京急は撤退した。

### 深夜急行バス
- 東京鎌倉線：新橋駅 → 品川駅 → 大船駅 → 鎌倉駅

2007年（平成19年）2月16日付で逗子駅まで延長の上、湘南京急バス堀内営業所へ移管されたが、2020年頃廃止済み

### 空港リムジン

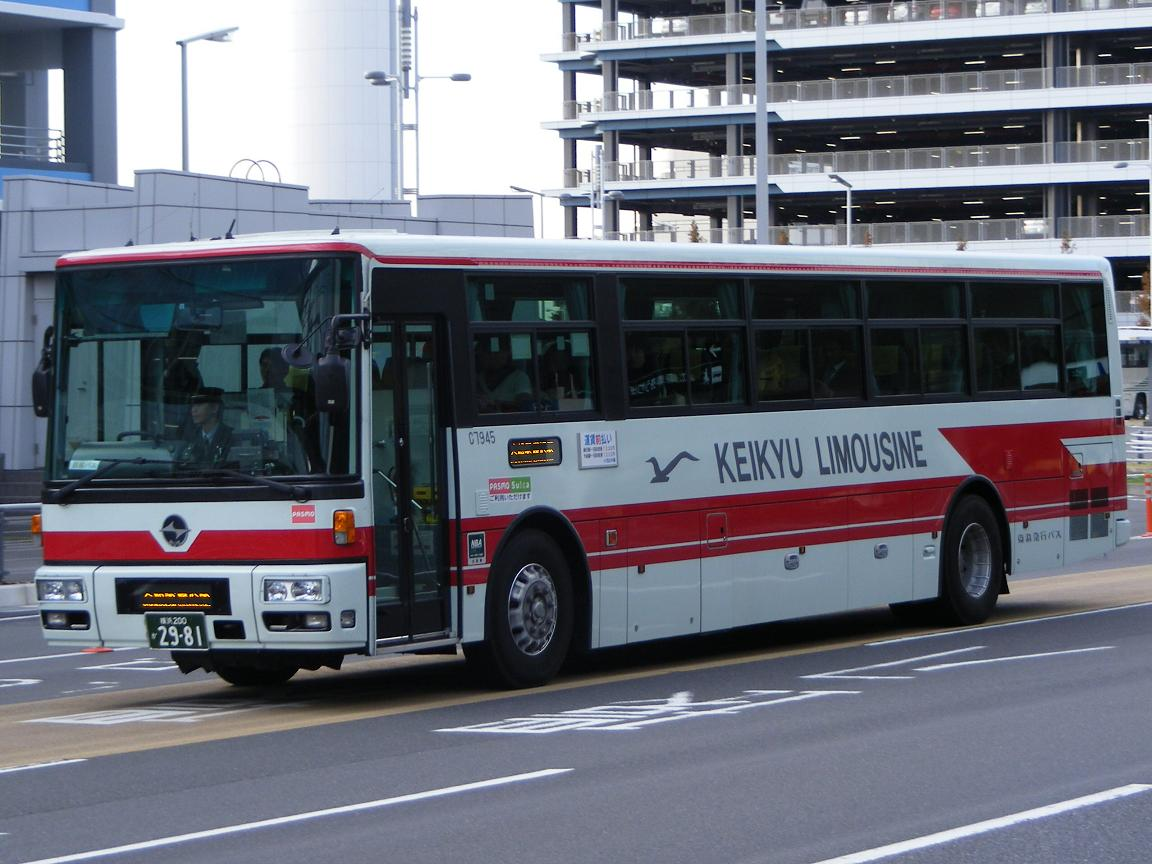
羽田空港～大船・藤沢線

- 藤沢駅 - 大船駅 -（横浜横須賀道路・日野IC） - （首都高速湾岸線） - 羽田空港 （江ノ島電鉄手広営業所→江ノ電バス手広営業所→江ノ電バス藤沢湘南営業所→江ノ電バス湘南営業所と共同運行）
- 鎌倉駅 - 大船駅 -（横浜横須賀道路・日野IC） - （首都高速湾岸線） - 羽田空港 （江ノ電バス藤沢→江ノ電バス湘南営業所と共同運行）

1995年（平成7年）開設。2005年（平成17年）3月まで担当していた京浜島営業所から移管された。大船駅近辺にある横須賀線田園踏切のガードに3.1mの車高制限があるためハイデッカー車が使用できず、標準床車で運行されていたことが特徴であった。
2013年10月1日より羽田空港 - 大船駅・鎌倉駅線の運行を開始。2021年（令和3年）4月16日付で杉田営業所へ移管となる。

## 廃止路線

### 大船線
- 鎌1 鎌倉駅 - 大仏前

江ノ島鎌倉遊覧自動車会社以来の路線で、1990年代以降は京急りんどう号の運転区間となっていた。りんどう号専用車両の他路線転用により、2015年（平成27年）1月15日限りで廃止。
- （系統番号設定なし）鎌倉駅 - 八幡宮 - 北鎌倉駅 - 台 - 富士見町 - 大船駅

昭和40年代まで存在した江ノ電バス・富士見町経由大船駅行（富士見町循環線の前身）とほぼ同じ経路。
- 船3 大船駅 - 深沢 - 梶原・富士見台循環
- 鎌3 鎌倉駅 - 大仏前 - 梶原・富士見台循環

以上の2系統は2021年9月1日改正で廃止。
- 船7 : 鎌倉駅 - 大仏前 - 深沢 - 大船駅
- 船8 : 鎌倉駅 - 大仏前 - 梶原 - 深沢 - 大船駅
- 船9 : 大船駅 - 深沢 - 鎌倉山 - 大仏前 - 鎌倉駅

以上の3系統は2024年10月1日改正で廃止。
- 鎌5 : 鎌倉駅 - 大仏前 - 旭ヶ丘 - 鎌倉山 - 諏訪ヶ谷循環
- 鎌6 : 鎌倉駅 - 大仏前 - 旭ヶ丘 - 鎌倉山 - 江ノ島
- 船6 : 大船駅 - 深沢 - 鎌倉山 - 江の島

以上の3系統は2025年5月19日改正で廃止。

### 八景線
- 鎌35 鎌倉駅 - 八幡宮 - ハイランド入口

鎌36系統へのリニューアルに伴い廃止。
- （系統番号なし）鎌倉駅 - 八幡宮 - 十二所折り返し

終戦直後に鎌倉駅 - 浄明寺間で再開し、十二所まで延長される。鎌倉霊園の開業に伴い、鎌23系統へリニューアルして廃止。
- （系統番号なし）鎌倉駅 - 八幡宮 - 十二所 - 太刀洗 - 大道中学校 - 金沢八景駅 - 金沢文庫駅

現在の鎌24系統は、昭和の一時期金沢文庫駅まで延長運転していたことがあった。

### 名越線
- 鎌30 鎌倉駅 → 名越 → 緑ヶ丘入口 → 逗子駅 → 逗子・葉山駅 → 緑ヶ丘入口 → 名越 → 鎌倉駅

かつては終日にわたって毎時1本程度運行されていたが、2000年に亀ヶ岡循環線が開業すると、運行は朝夕のみに絞られた。その後も細々と運行されていたが、2022年8月末をもって運行を終了した。

### 由比ガ浜循環線
- （系統番号なし）鎌倉駅 - 海岸橋 - 下向原 - 由比ガ浜 - 江ノ電長谷駅 - 長谷観音 - 六地蔵 - 鎌倉駅（由比ガ浜循環）

### 小坪線
- （系統番号なし）鎌倉駅 - 小学校前 - 上河原 - 臨海学園 - 九品寺 - 光明寺折り返し
- （系統番号なし）鎌倉駅 - 小学校前 - 元八幡 - 水道路 - 九品寺 - 光明寺折り返し

鎌11・12系統の前身。材木座地区の交通規制施行のため、ワンマン化と共に再編された（前述）。光明寺折り返し車両は、夏季のみ「材木座海水浴場（光明寺）」と表示して運行する時期があった。

### 鎌倉駅西口線
- 鎌50（復路のみ・鎌倉駅西口 ←）鎌倉市役所前 - 一向堂 - 梶原 - 山の上ロータリー

2024年10月1日改正で廃止。

### 江ノ島 - 城ヶ島線
- （系統番号なし）江ノ島湘南港（現・江ノ島） - 鎌倉山 - 鎌倉駅 - 逗子駅 - 長者ヶ崎 - 林 - 長井 - 城ヶ島（休日のみ・急行・1往復運転）

大船線鎌6系統と小坪線、逗子営業所の長井線を組み合わせたような系統。1970年（昭和45年）11月25日限りで廃止。

## 車両
| 京急りんどう号（初代）（除籍済） |  | 京急りんどう号（2代目） |
| 京急りんどう号（初代）（除籍済） |  | 京急りんどう号（2代目） |

狭隘路線が多い鎌倉という土地柄があってか、車種選択が多岐におよび、京浜急行バスの中では比較的異彩を放つ営業所である。
路線車はいすゞ自動車（BU系→C系→キュービックII→エルガ）製が代々納車され、1996年（平成8年）までは京急バスの中で唯一となるいすゞシャーシと富士重工業ボディ（R13→13E→15型E→17型E）の組み合わせが見られた。

その後はサイズダウンが進み、中型車が投入されるも観光地という事もあり輸送実績がある事から、10.5mロング車や9m大型車に切り替えられた。この中でいすゞが生産していない車種に関しては日産ディーゼル工業（現・UDトラックス）が西工ボディで選択され、スペースランナーRPなど全国的にも納車例の少ない車種が入ってバラエティに富むようになった。しかし、現在では10.5mロング車や9m大型車については各社とも製造自体が中止されているため新規導入ができなくなり、また排出ガス規制の影響もあってか、大型のエルガや中型のエルガミオへと車種選択が回帰している。
また、京浜急行バスはメーカーと協力してワンステップバスを開発するなど低床化に積極的だったが、鎌倉営業所の低床化は社内では比較的遅かった。鎌24の朝比奈峠や鎌4の鎌倉山といった急坂を要する路線を車内が混雑した状態で通過する時にステップを擦る恐れがあったなどの理由である。
多くがワンステップ車であるが、鎌倉市の助成によるノンステップ車が大型中型あわせると27台ほど存在している。ここ数年は、新車で納入されるのはほとんどがノンステップ車となり、比率が高くなってきている。ただし、ノンステップ車の運行が困難な路線が存在することから、現在でもワンステップ車の導入が行われており、並行して導入される形となっている。
過去には鎌1・鎌20に日野自動車のシャシーに東京特殊車体でボディ架装したレトロバス「りんどう号」が運行されていた。2006年9月24日でいったん廃止したが、古都鎌倉の世界遺産認定応援、京浜急行バス創立5周年、京浜急行電鉄創立110周年を記念して、2008年10月27日より新しい車両にて運行が再開された。なお、初代りんどう号は函館バスと奈良交通に譲渡された。
デマンドバス「京急ポニー号」や鎌倉駅西口発着路線には小型車が導入されている。京急ポニー号の車両については、#鎌倉駅西口線の項を参照。また、パークアンドライドには短尺中型車の「フクちゃん号」が使用されるが、「フクちゃん号」の運行がない日には小型車用の路線を除く一般路線でも運行されている。
その他に空港リムジンバスが在籍しており、前述の通り車高制限がある関係で、低床車が投入されている。

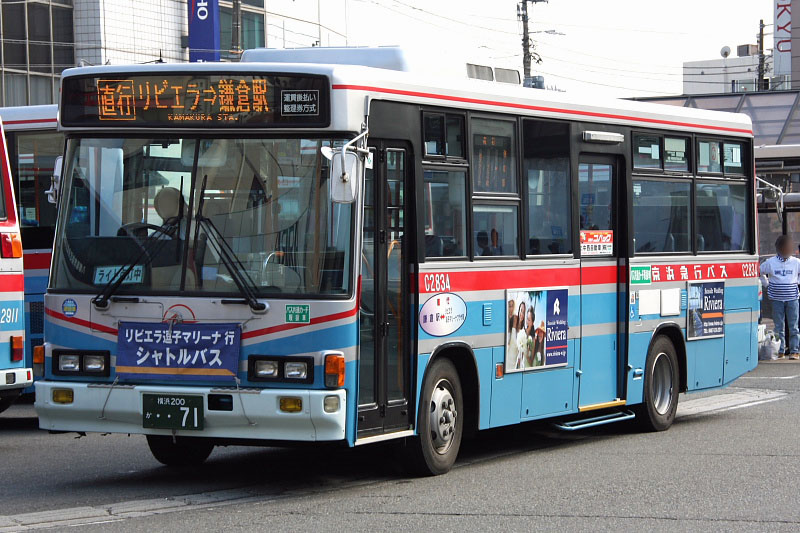
いすゞ・ジャーニーK KC-LR333J改（除籍済）
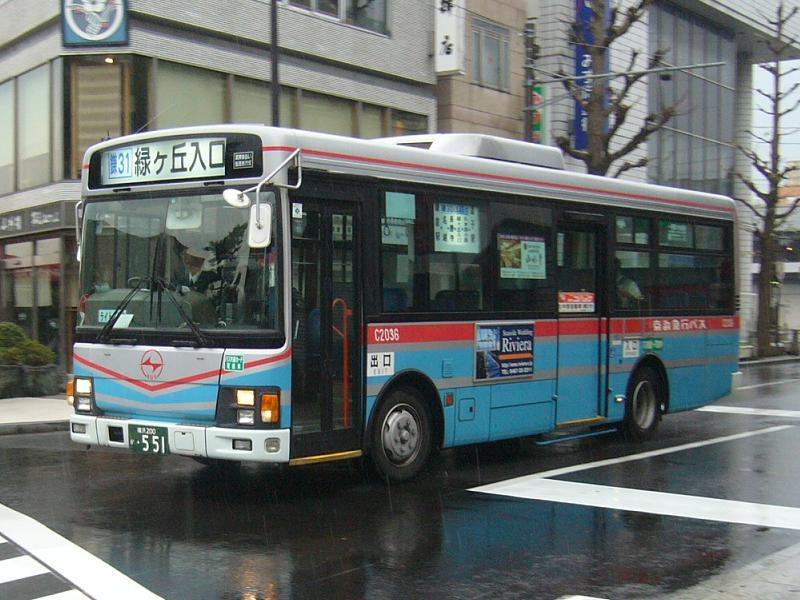
いすゞ・エルガミオ KK-LR333J1（除籍済）
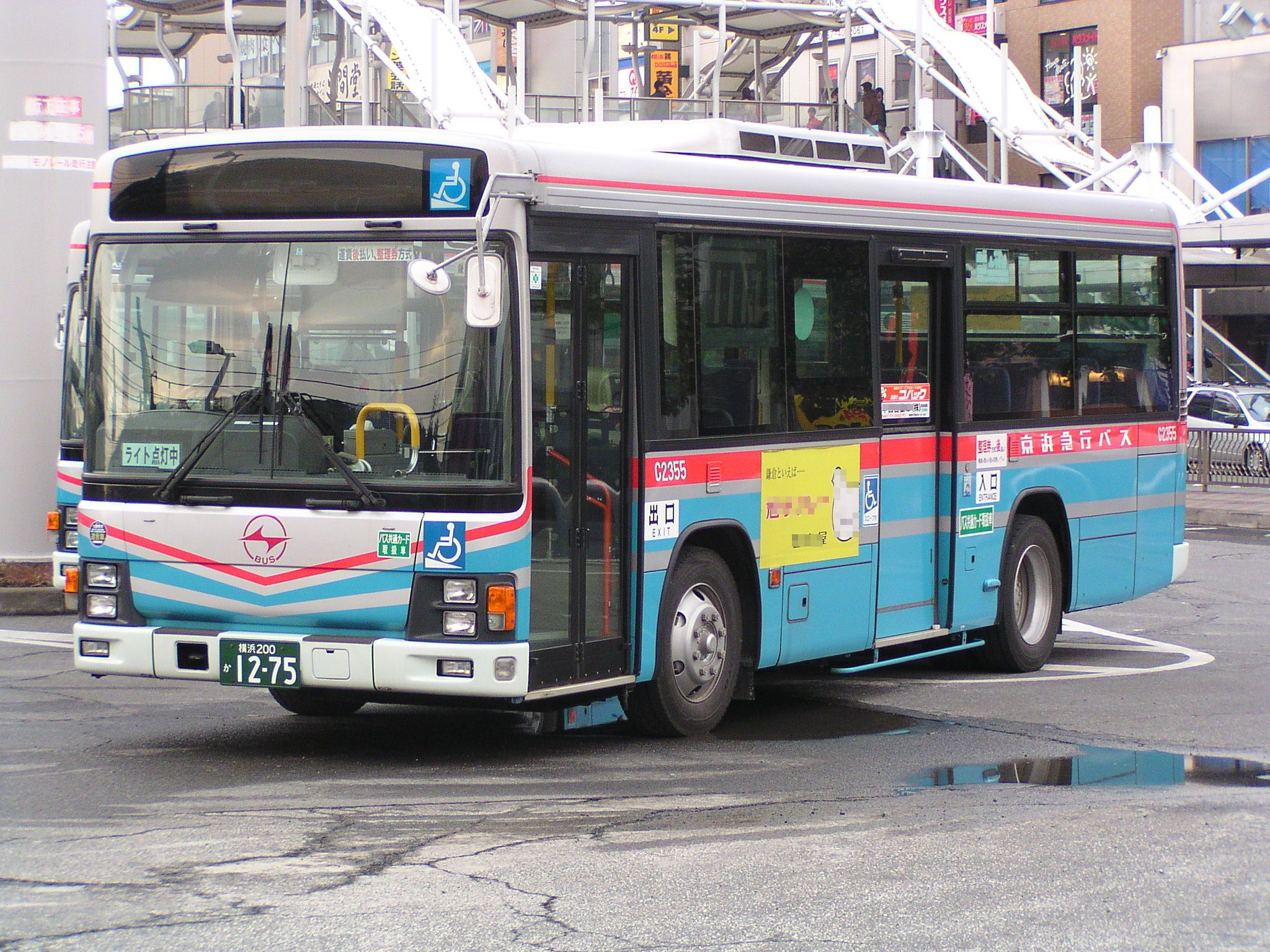
いすゞ・エルガLT KL-LT233J2（除籍済）
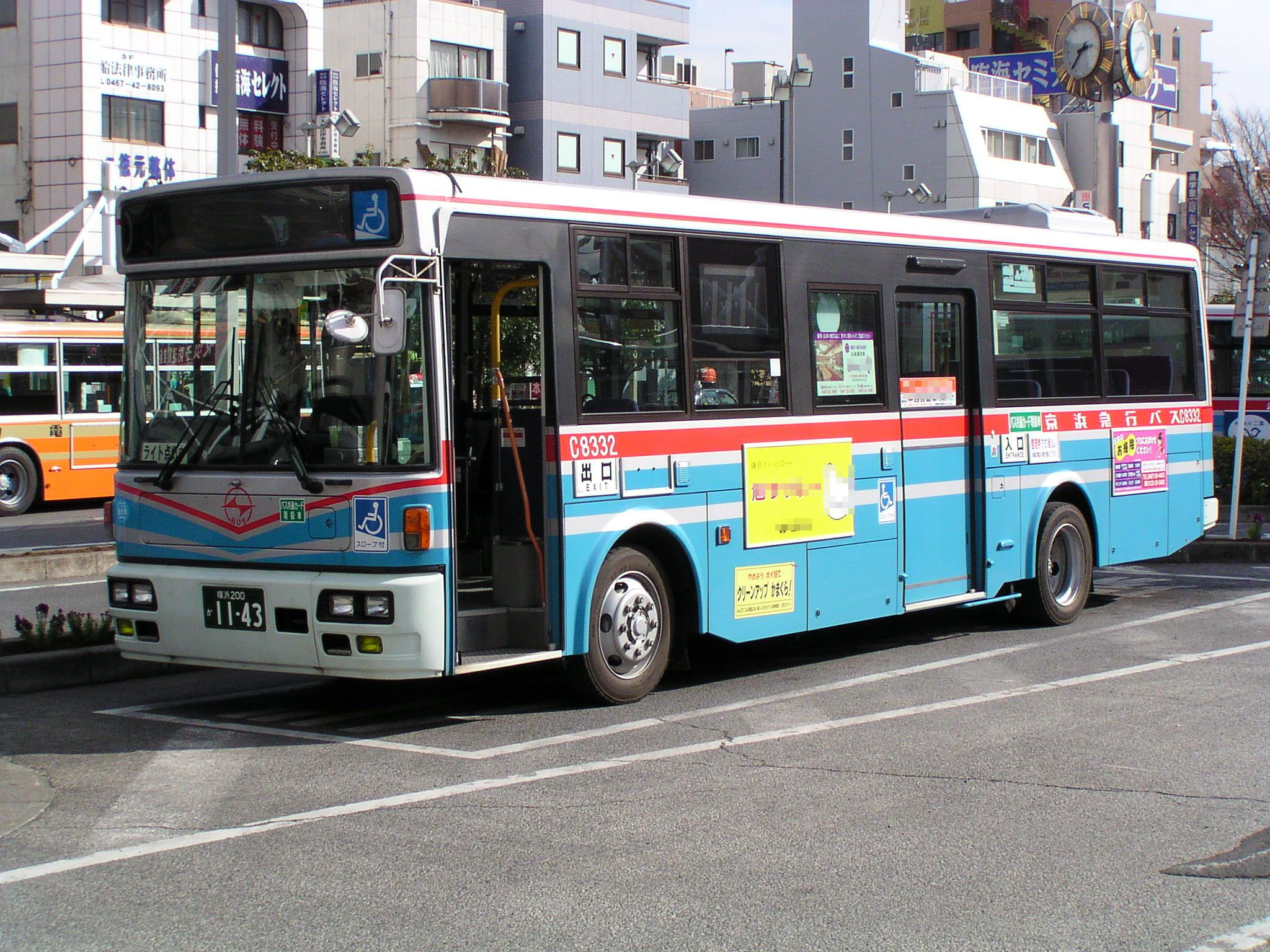
日産ディーゼル・JP KL-JP252LAN（除籍済）
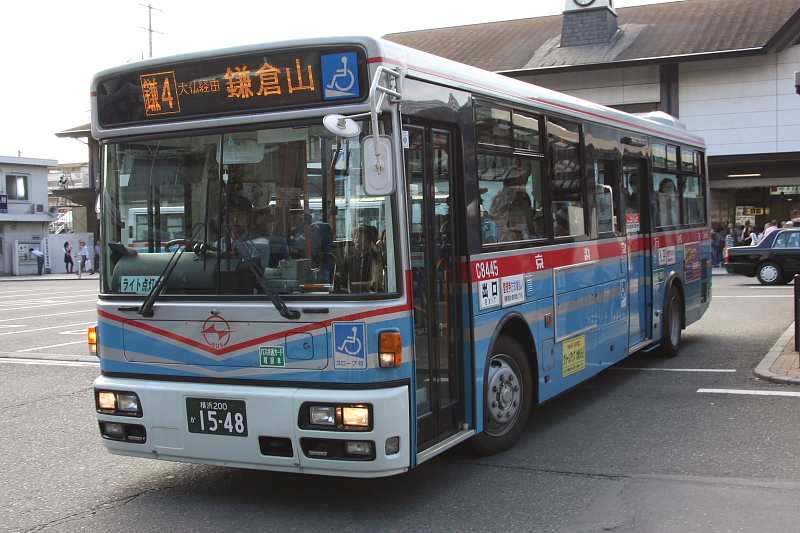
日産ディーゼル・JP PK-JP360NAN（除籍済）
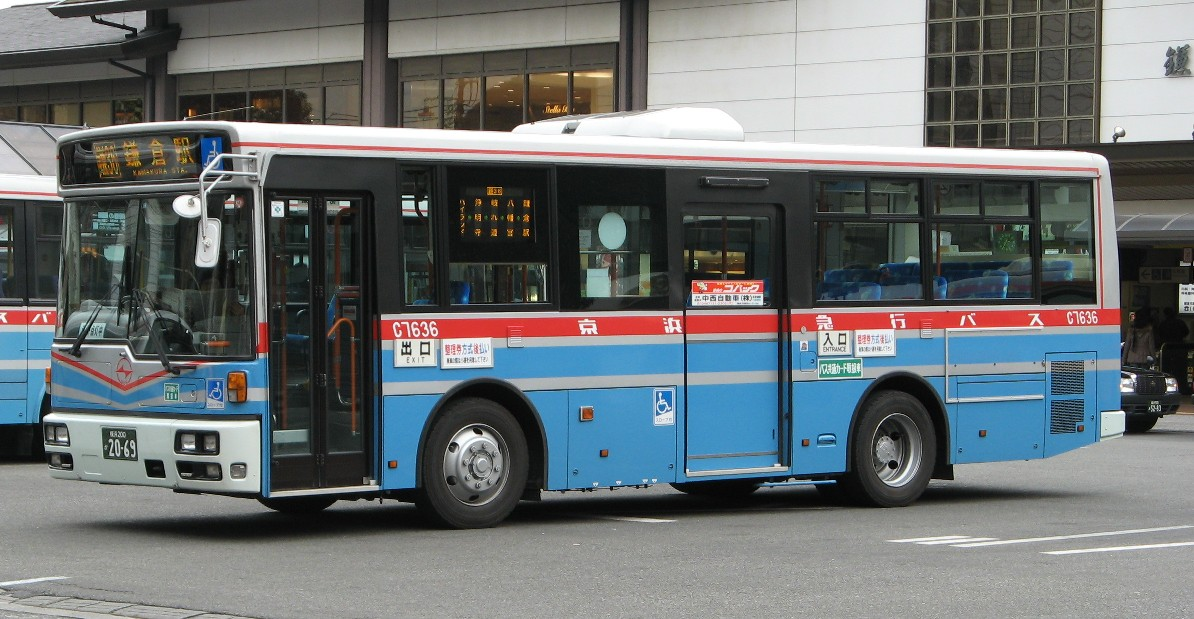
日産ディーゼル・RP PK-RP360GAN（除籍済）